# بنجامين سميث
بنجامين سميث (بالإنجليزية: Benjamin Robert Smith) (و. 1986  م) هو لاعب اتحاد الرغبي، من نيوزيلندا، ولد في دنيدن، شارك في دورة ألعاب الكومنولث 2010، يلعب كجناح ‏.

## التعليم
تعلم في King's High School, Dunedin ‏.

## روابط خارجية
- بنجامين سميث عل موقع إسبنسكروم (الإنجليزية)
- بنجامين سميث على موقع ItsRugby.co.uk (الإنجليزية)